# Alestorm
Alestorm — фолк/пауэр-метал-группа из города Перт (Шотландия). Песни Alestorm посвящены пиратам, и свою музыку они называют «Настоящий шотландский пиратский метал» (англ. True scottish pirate metal).

## История группы
Возникла под названием Battleheart в 2004 году. После выпуска двух EP (мини-альбомов), они, в 2007 году, присоединились к Napalm Records и переименовали себя в Alestorm. Дебютный альбом был выпущен 25 января 2008 года.
Группа была организована как дуэт двух музыкантов — Гэвина Харпера и Кристофера Боуса. После издания (самостоятельно) EP в 2006 году реакция на их творчество оказалась столь позитивной, что они решили попробовать начать концертную деятельность, для чего набрали полный состав — басиста Дэни Эванса и барабанщика Дага Свирчека. Через несколько дней они дали первый и при этом аншлаговый концерт. В таком же составе был записан второй EP, который получил ещё больше позитивных оценок.

## Состав

### Участники
- Кристофер Боус — вокал, клавитара;
- Мэт Бодор — гитары, бас-гитара;
- Гарет Мёрдок — бас-гитара;
- Эллиот Вернон — клавишные;
- Питер Алкорн — ударные.

### Бывшие участники
- Гэвин Харпер — гитары, гармоника, тамбурин, ударные;
- Тим Шау — гитары;
- Даг Сверчек — ударные;
- Алекс Табиз — ударные;
- Ян Уилсон — ударные;
- Дэни Эванс — гитары.

## Дискография

### Номерные альбомы
| Название                     | Год выпуска | Лейбл          |
| ---------------------------- | ----------- | -------------- |
| Captains Morgan's Revenge    | 2008        | Napalm Records |
| Black Sails At Midnight      | 2009        | Napalm Records |
| Back Through Time            | 2011        | Napalm Records |
| Sunset on the Golden Age     | 2014        | Napalm Records |
| No Grave but the Sea         | 2017        | Napalm Records |
| Curse of the Crystal Coconut | 2020        | Napalm Records |
| Seventh Rum of a Seventh Rum | 2022        | Napalm Records |

### EP,демоисинглы
| Название                    | Год выпуска | Лейбл          | Примечания                                                      |
| --------------------------- | ----------- | -------------- | --------------------------------------------------------------- |
| Battleheart                 | 2006        | силами группы  | Первый демонстрационный мини-альбом                             |
| Terror On The High Seas     | 2006        | силами группы  | Мини-альбом                                                     |
| Heavy Metal Pirates         | 2008        | Napalm Records | Мини-альбом                                                     |
| Leviathan                   | 2008        | Napalm Records | Мини-альбом с альбома Black Sails At Midnight                   |
| Black Sails At Midnight     | 2009        | Napalm Records | Мини-альбом, предваривший выход альбома Black Sails At Midnight |
| In The Navy                 | 2013        | Napalm Records | Сингл                                                           |
| Voyage of the Dead Marauder | 2024        | Napalm Records | EP                                                              |

Сплит-альбом: Tyr & Alestorm & Heidevolk - Black Sails Over Europe (2009)
Концертный альбом (официальный бутлег): Live in Ibiza (2010)